# Шубарши
Шубарши (каз. Шұбарши) — посёлок в Темирском районе Актюбинской области Казахстана. Административный центр Саркольского сельского округа. Код КАТО — 155649100.

## География
Находится примерно в 81 км к юго-востоку от посёлка Шубаркудук. 
Расположен на реке Темир (правый приток реки Эмба), в 125 км к юго-востоку от железнодорожной станции Шубаркудук (на линии Атырау — Орск).
Добыча нефти.

## Население
| Численность населения | Численность населения | Численность населения | Численность населения | Численность населения | Численность населения |
| 1970                  | 1979                  | 1989                  | 1991                  | 1999                  | 2009                  |
| --------------------- | --------------------- | --------------------- | --------------------- | --------------------- | --------------------- |
| 3781                  | ↗5252                 | ↗7714                 | ↗7900                 | ↘3590                 | ↗3736                 |